# Zabrachia occidentalis
Zabrachia occidentalis är en tvåvingeart som beskrevs av Rozkosny och Baez 1983. Zabrachia occidentalis ingår i släktet Zabrachia och familjen vapenflugor.
Artens utbredningsområde är Kanarieöarna. Inga underarter finns listade i Catalogue of Life.